# Igreja nacional

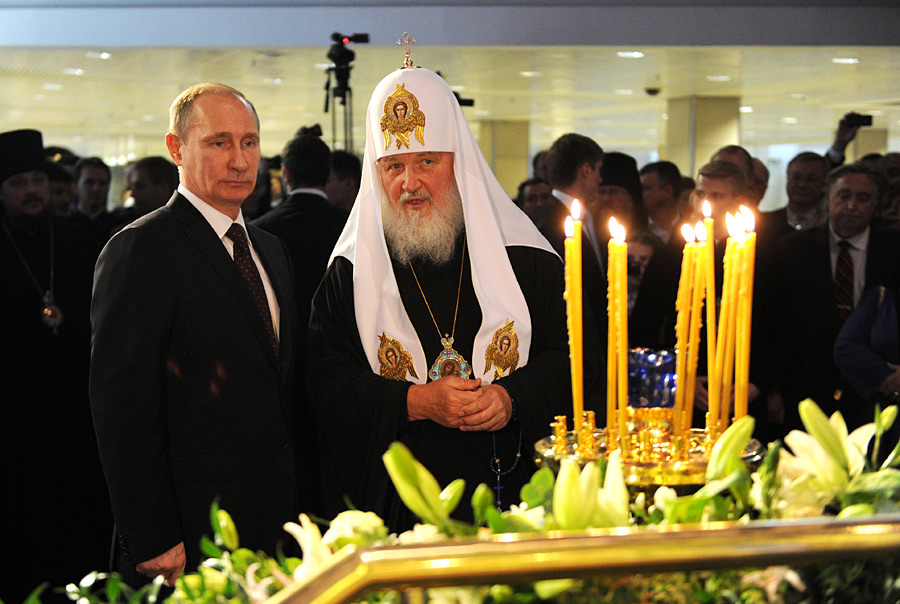
Vladimir Putin e Patriarca Cirilo I de Moscou encontram-se no Dia da Unidade Nacional.

Uma igreja nacional é uma igreja associada a um grupo étnico ou Estado-nação em especial.
Foi uma ideia amplamente discutida a partir do século XIX, durante o surgimento do nacionalismo moderno. Samuel Taylor Coleridge, escrevendo sobre a separação Igreja-Estado, apontou que a ideia de uma instituição religiosa nacional precedia o cristianismo. John Wordsworth, bispo de Salisbury de 1885 a 1911, apontou a Igreja Anglicana e a Igreja da Suécia como igrejas nacionais de seus respectivos povos.
O conceito de igreja nacional é especialmente impregnado hoje no protestantismo inglês e escandinavo. Enquanto em um contexto inglês este termo ainda é inseparável da Igreja Anglicana, algumas das "igrejas populares" luteranas da Escandinávia vieram a emergir na segunda metade do século XIX, seguindo a deixa nacionalista do pastor dinamarquês N. F. S. Grundtvig.
A tendência nacionalizante das igrejas, no entanto, não esteve imune a críticas dentro da Cristandade. No Concílio Pan-Ortodoxo de 1872, foi denunciada como herética a doutrina do filetismo como heresia eclesiológica, deliberando-se que a Igreja Ortodoxa não deveria buscar organizar-se de acordo com as necessidades particulares de grupos étnicos Entre os protestantes, Karl Barth denunciou no século XX como herética a nacionalização da religião cristã, especialmente no contexto das igrejas nacionais declarando guerra umas contra as outras durante a Primeira Guerra Mundial.

## Exemplos
| País          | Igreja nacional | Denominação                                                          |
| ------------- | --- | -------------------------------------------------------------------- |
| Albânia       | Igreja Ortodoxa Albanesa & Igreja Católica Bizantina Albanesa                                                                                       | Ortodoxia Calcedoniana e Catolicismo Romano                          |
| Alemanha      | Igreja Evangélica na Alemanha& Igreja Católica Alemã                                                                                                | Protestantismo & catolicismo romano                                  |
| Armênia       | Igreja Apostólica Armênia & Igreja Católica Armênia                                                                                                 | Ortodoxia Oriental & Catolicismo Romano                              |
| Austrália     | Igreja Anglicana da Austrália Igreja Unida da Austrália                                                                                             | Anglicanismo                                                         |
| Bangladesh    | Igreja de Bangladesh | Anglicanismo                                                         |
| Bielorrússia  | Igreja Católica Bizantina Bielorrussa | Catolicismo Romano                                                   |
| Bulgária      | Igreja Ortodoxa Búlgara & Igreja Católica Búlgara                                                                                                   | Ortodoxia Calcedoniana & Catolicismo Romano                          |
| Burundi       | Igreja Anglicana de Burundi | Anglicanismo                                                         |
| Canadá        | Igreja Anglicana do Canadá | Anglicanismo                                                         |
| China         | Associação Patriótica Católica Chinesa | Veterocatolicismo                                                    |
| Chipre        | Igreja do Chipre | Ortodoxia Calcedoniana                                               |
| Dinamarca     | Igreja da Dinamarca | Luteranismo                                                          |
| Egito         | Igreja Ortodoxa Copta & Igreja Católica Copta | Ortodoxia Oriental & Catolicismo Romano                              |
| Eritreia      | Igreja Ortodoxa Eritreia & Igreja Católica Eritreia                                                                                                 | Ortodoxia Oriental & Catolicismo Romano                              |
| Escócia       | Igreja da Escócia & Igreja Episcopal Escocesa | Presbiterianismo & Anglicanismo                                      |
| Eslováquia    | Igreja Católica Bizantina Eslovaca | Catolicismo Romano                                                   |
| Estônia       | Igreja Luterana Evangélica Estoniana, Igreja Ortodoxa Apostólica Estoniana & Igreja Ortodoxa Estoniana do Patriarcado de Moscou                     | Luteranismo & Ortodoxia Calcedoniana                                 |
| Etiópia       | Igreja Ortodoxa Etíope & Igreja Católica Etíope | Ortodoxia Oriental & Catolicismo Romano                              |
| Finlândia     | Igreja Evangélica Luterana da Finlândia & Igreja Ortodoxa Finlandesa                                                                                | Luteranismo & Ortodoxia Calcedoniana                                 |
| Geórgia       | Igreja Ortodoxa Georgiana | Ortodoxia Calcedoniana                                               |
| Grécia        | Igreja da Grécia & Igreja Católica Bizantina Grega                                                                                                  | Ortodoxia Calcedoniana & Catolicismo Romano                          |
| Hungria       | Igreja Católica Bizantina Húngara | Catolicismo Romano                                                   |
| Ilhas Feroé   | Igreja das Ilhas Feroé | Luteranismo                                                          |
| Índia         | Diversas (ver artigo principal: Cristãos de São Tomé)                                                                                               | Ortodoxia Oriental, Catolicismo Romano, Anglicanismo & Nestorianismo |
| Inglaterra    | Igreja Anglicana | Anglicanismo                                                         |
| Irlanda       | Igreja da Irlanda | Anglicanismo                                                         |
| Islândia      | Igreja da Islândia | Luteranismo                                                          |
| Japão         | Igreja Ortodoxa do Japão & Igreja Anglicana no Japão                                                                                                | Ortodoxia Calcedoniana & Anglicanismo                                |
| Líbano        | Igreja Maronita | Catolicismo Romano                                                   |
| Macedônia     | Igreja Ortodoxa Macedônia & Igreja Greco-Católica Macedônica                                                                                        | Ortodoxia Calcedoniana & Catolicismo Romano                          |
| México        | Igreja Anglicana do México | Anglicanismo                                                         |
| Moldávia      | Igreja Ortodoxa da Moldávia | Ortodoxia Calcedoniana                                               |
| Myanmar       | Igreja da Província do Myanmar | Anglicanismo                                                         |
| Nigéria       | Igreja da Nigéria | Anglicanismo                                                         |
| Noruega       | Igreja da Noruega | Luteranismo                                                          |
| País de Gales | Igreja de Gales | Anglicanismo                                                         |
| Polônia       | Igreja Ortodoxa Polonesa & Igreja Católica Nacional Polonesa                                                                                        | Ortodoxia Calcedoniana & Veterocatolicismo                           |
| Quênia        | Igreja Anglicana do Quênia | Anglicanismo                                                         |
| Romênia       | Igreja Ortodoxa Romena | Ortodoxia Calcedoniana                                               |
| Rússia        | Igreja Ortodoxa Russa & Igreja Católica Bizantina Russa                                                                                             | Ortodoxia Calcedoniana & Catolicismo Romano                          |
| Sérvia        | Igreja Ortodoxa Sérvia | Ortodoxia Calcedoniana                                               |
| Síria         | Igreja Ortodoxa Síria & Igreja Católica Siríaca | Ortodoxia Oriental & Catolicismo Romano                              |
| Suécia        | Igreja da Suécia | Luteranismo                                                          |
| Tuvalu        | Igreja de Tuvalu | Congregacionalismo                                                   |
| Ucrânia       | Igreja Ortodoxa Ucraniana; Igreja Ortodoxa Autocéfala Ucraniana; Igreja Ortodoxa Ucraniana do Patriarcado de Kiev e Igreja Greco-Católica Ucraniana | Ortodoxia Calcedoniana & Catolicismo Romano                          |